# Macrosteles vilbastei
Macrosteles vilbastei är en insektsart som beskrevs av Hamilton 1983. Macrosteles vilbastei ingår i släktet Macrosteles och familjen dvärgstritar. Inga underarter finns listade i Catalogue of Life.